# Kaninchenwerder
Kaninchenwerder ist eine 0,37 km² große Binnenseeinsel im südlichen Schweriner Innensee.
Die Insel entstand während der Weichseleiszeit vor 20.000 Jahren und ist, zusammen mit ihrer südöstlichen Nachbarinsel Ziegelwerder, Bestandteil eines zu großen Teilen unter Wasser liegenden Höhenrückens. Sie ist eine Endmoränengabel aus dem Frankfurter Stadium der Eiszeit. Die Landfläche hat eine maximale Nord-Süd-Ausdehnung von etwa 1090 Metern und eine West-Ost-Ausdehnung von zirka 620 Metern. Höchste Erhebung ist der etwa 55,6 Meter ü. NN und somit etwa 18 Meter über dem Seespiegel hohe Jesarberg. Die Insel entstand durch die Aufschüttung von Schmelzwassersanden. Sie ist aus Lockersedimenten wie Geschiebemergel, Sand und Ton aufgebaut, geringfügig kam es zur Torfbildung. Am Ostufer haben sich kleine Strandwälle ausgebildet, während die Nord- und Westufer durch Wellenerosion gefährdet sind und kleine Kliffs entstanden.
Die Insel Kaninchenwerder im Schweriner Innensee wurde 1923 Naturschutzgebiet und ist seit 1935 Bestandteil des Naturschutzgebiets Kaninchenwerder und Großer Stein, seit 2005 ist sie Bestandteil des Europäischen Vogelschutzgebietes im Landschaftsschutzgebiet Schweriner Innensee und Ziegelaußensee.

## Geschichte
Prähistorische Funde weisen auf eine sehr frühe, jedoch nicht durchgehende Besiedlung der Insel seit der Jungsteinzeit durch Fischer und Jäger hin. Als der See in der Bronzezeit eine Wasserhöhe auf etwa dem heutigen Niveau erreichte, verließen die Siedler die Insel, für die folgenden 3000 Jahre wurden keine Siedlungsspuren nachgewiesen. Die Insel ging aus dem Besitz der Obotritenfürsten mit Gründung der Grafschaft Schwerin in den Besitz von Heinrich dem Löwen über. Die erste urkundliche Erwähnung unter der Bezeichnung Kaninekenwerder in einem Teilungsvertrag zwischen den Herzögen Albrecht und Johann von Mecklenburg stammt aus dem Jahr 1407. Es wird davon ausgegangen, dass der Name mit dem Aussetzen von Kaninchen auf der Insel entstanden ist. Das Wort Werder steht für eine Erhebung oder Insel.

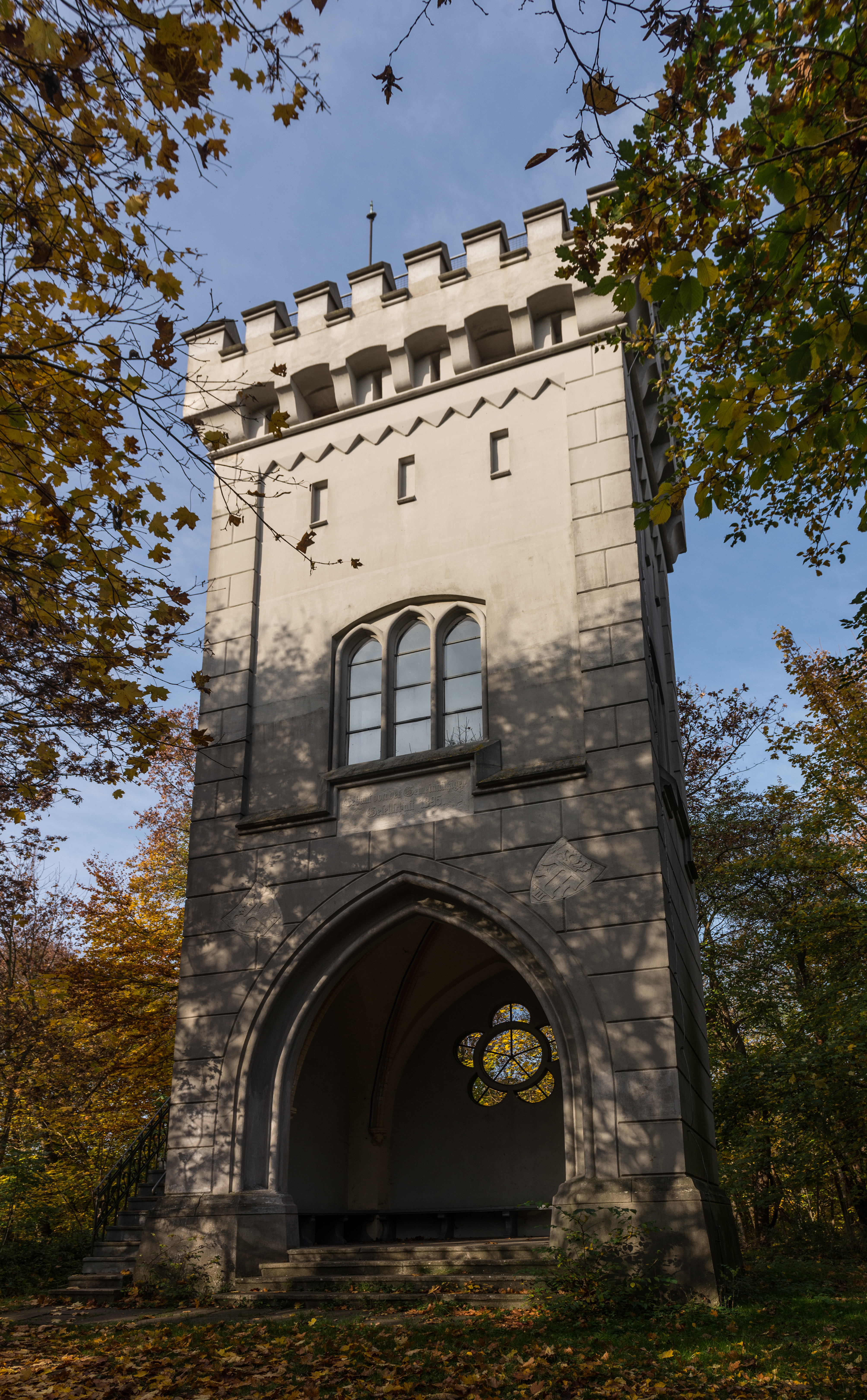
Aussichtsturm der Insel Kaninchenwerder

1561 wurde eine Ziegelei errichtet, die nicht durchgehend betrieben und 1853 nach der 1851 erfolgten Einstellung der Produktion endgültig abgerissen wurde. Zur Herstellung der Ziegel baute man Vorkommen an Beckenschluffen ab. Während des Siebenjährigen Krieges zog sich der mecklenburgische General von Zülow 1759 mit seinen Truppen auf die Insel Kaninchenwerder zurück, um einer Zwangsrekrutierung durch preußische Truppen unter Führung von Generalmajor von Kleist zu entgehen, welche zeitgleich widerstandslos die Stadt besetzten. Carl Christian Molchin richtete 1852 erste Fährverbindungen nach Kaninchenwerder ein. 1870 wurden auf der Insel französische Kriegsgefangene in Zelten untergebracht, wodurch sie bei Damen höherer Bildungsschichten zum beliebten Ausflugsziel wurde, die die Gefangenen bestaunten und versorgten. Dies sowie die Konversation mit den Franzosen in ihrer Landessprache stieß bei Patrioten und Magistrat auf wenig Gegenliebe. 1874 errichtete man eine Gastwirtschaft. Am 28. Mai 1895 eröffnete auf dem Jesarberg der Aussichtsturm, entworfen durch den Schweriner Baudirektor Gustav Hamann, gebaut durch die Baufirma von Ludwig Clewe. Der Turm bietet eine Aussicht auf den Schweriner See und die Stadtsilhouette Schwerins.
Bis 1918 gehörte Kaninchenwerder zum herzoglichen Hausgut und anschließend zum Amt Schwerin. Nach dem Zweiten Weltkrieg war die Insel 1949 in Planungen eines zu errichtenden Volkskulturparks einbezogen, die aus Geldmangel nur zum Teil umgesetzt wurde. In den 1970er und 1980er Jahren wurden auf der Insel jährlich mehr als 20.000 Besucher gezählt, Zahlen, die nach der Wende nicht mehr erreicht wurden. Eine Fährverbindung gab es in den Sommermonaten durch die Weiße Flotte jedoch immer. Vorhanden ist nur ein Imbissbetrieb. Seit Juli 2007 besteht wieder die Möglichkeit, den 21,5 m hohen Aussichtsturm zu besteigen. In seinem Zwischengeschoss finden naturkundliche Ausstellungen statt.

## Flora und Fauna

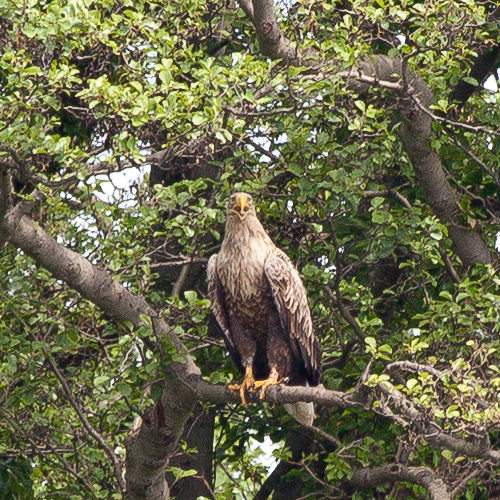
Seeadler auf Kaninchenwerder

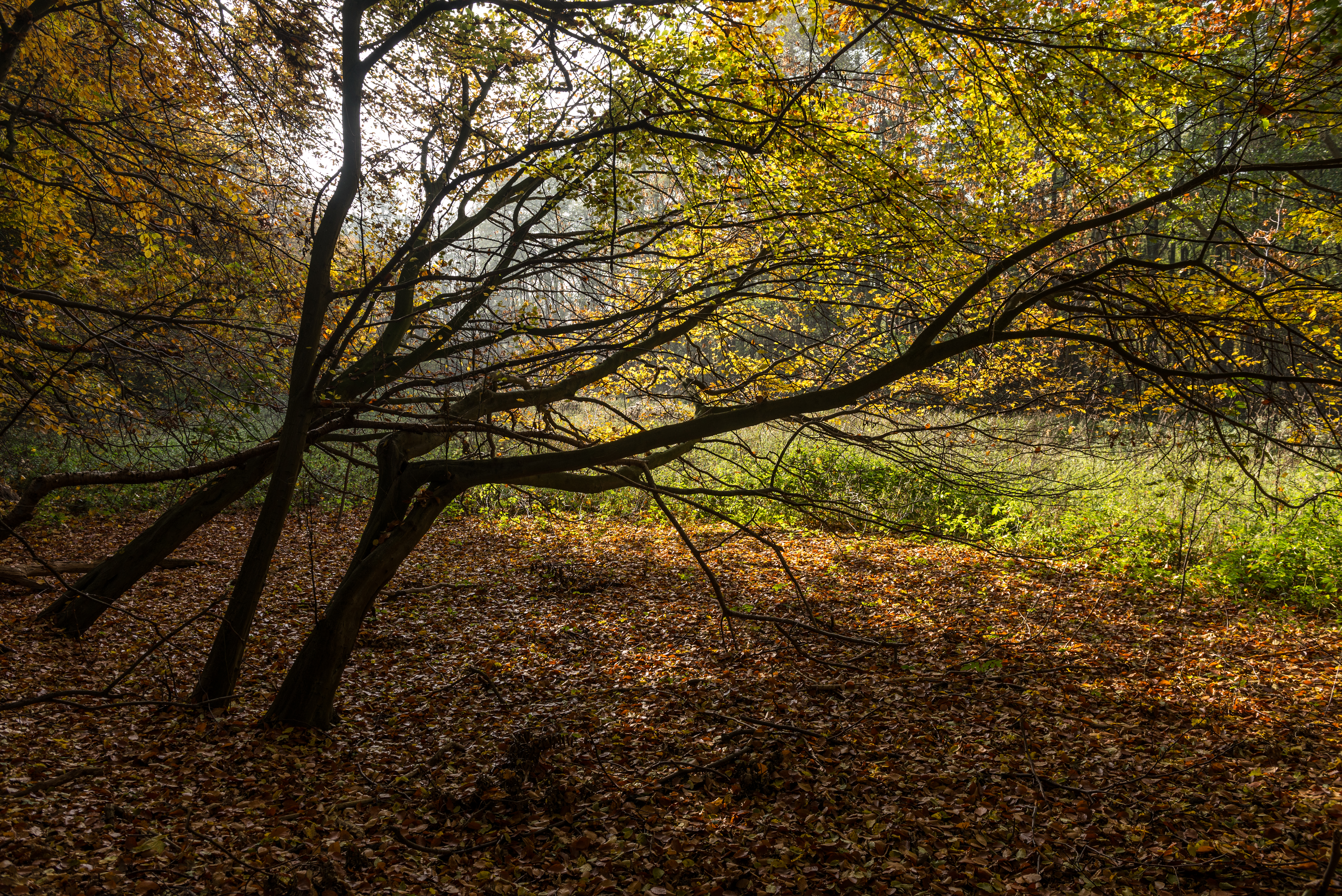

Durch den Bedarf der Ziegelei an Holz war die Insel zwischen 1571 und 1831 weitgehend baumfrei. Im 19. Jahrhundert wurde Kaninchenwerder durch den Schweriner Hofgärtner Theodor Klett wiederaufgeforstet. Dabei wurden 60 nicht heimische Gehölzarten angepflanzt. Es folgte eine Nutzung als Waldweide. Heute ist die Insel überwiegend mit Erlen bewaldet. Aufgrund des Brut- und Rückzugsgebiets vieler Tierarten wurde Kaninchenwerder bereits 1923 unter Naturschutz gestellt und gehört seit 1935 aktuell zum 52,9 Hektar großen Naturschutzgebiet Kaninchenwerder und Großer Stein. Der sogenannte 7,4 m³ messende Große Stein befindet sich zirka einen Kilometer nordwestlich der Insel. Bis 1980 wurde Landwirtschaft betrieben.
Der Schweriner See wies in seiner Geschichte bereits höhere wie auch niedrigere Wasserpegel als heutzutage auf. Durch Wasserspiegelabsenkungen kam es zur Bildung von mit Eschen bewachsenen Seeterrassen und Verlandungsbereichen, auf denen sich feuchte Erlenbruchwälder ausbreiteten und Niedermoortorfe bildeten.
Bei Untersuchungen der Pflanzenwelt auf der Insel konnten 269 Arten, von denen sich 18 auf der Roten Liste befinden, nachgewiesen werden. Der Waldbewuchs ist noch recht jung und wird, mit Ausnahme des Hafenbereiches und der Wanderwege, forstwirtschaftlich nicht mehr genutzt. An Tieren kommen auf Kaninchenwerder Wildschwein, Fuchs, Reh, Steinmarder, Mink, 66 Vogel- sowie vier Fledermausarten vor. Auch Spuren von Fischottern wurden entdeckt. Der vor Jahrhunderten durchgeführte Versuch, Kaninchen anzusiedeln, verlief erfolglos, fortbestehen konnten jedoch ausgesetzte Weinbergschnecken.

## Erreichbarkeit
Die Insel wird von Mai bis September regelmäßig von Schiffen der Weißen Flotte angelaufen, die hier einen Anleger besitzt. Durch einen Hafenbereich ist Kaninchenwerder auch für Führer von Sportbooten zugänglich. Auf der Insel befinden sich Wanderwege und ein Naturerlebnispfad mit insgesamt 19 Stationen.